# Derlis López
Derlis Fabian López López ist ein paraguayischer Fußballschiedsrichter.
López leitet seit Februar 2017 Spiele in der paraguayischen Primera División. Bislang hatte er bereits über 160 Einsätze.
Seit 2019 steht López auf der Liste der FIFA-Schiedsrichter und leitet internationale Fußballspiele. Seit 2020 leitet er Spiele in der Copa Sudamericana (elf Einsätze), seit 2021 in der Copa Libertadores (drei Einsätze). Im Juli 2021 wurden Andrés Rojas und Derlis López von der CONMEBOL nach groben Fehlentscheidungen in einem Spiel der Copa Libertadores vorübergehend suspendiert.
Zudem war López unter anderem bei der U-17-Südamerikameisterschaft 2019 in Peru, bei der U-20-Südamerikameisterschaft 2023 in Kolumbien sowie als Videoschiedsrichter bei der U-17-Weltmeisterschaft 2023 in Indonesien im Einsatz.